# Hoo (Suffolk)
Pour les articles homonymes, voir Hoo.
Hoo est un village et une paroisse civile du Suffolk, en Angleterre.